# Автономовка
Автоно́мовка — село в Серышевском районе Амурской области, Россия.
Входит в Сосновский сельсовет. 
Основано в 1900 году. Со слов заведующего музея истории села названо оно так из-за того, что местные органы самостоятельно решили все вопросы жизнеобеспечения населения данной территории.

## География
Село Автономовка расположено к юго-востоку от пос. Серышево, в 24 км юго-восточнее автотрассы областного значения Серышево — Новокиевский Увал — Февральск — Златоустовск.
Дорога к селу Автономовка идёт от пос. Серышево через сёла Украинка, Верное, Сосновка и Державинка, расстояние до районного центра — 49 км.
Расстояние до административного центра Сосновского сельсовета села Сосновка — 18 км.
От села Автономовка на восток идёт дорога к селу Верхнеборовая.

## Население
| 2002 | 2010 | 2012 | 2013 | 2014 | 2015 | 2016 |
| ---- | ---- | ---- | ---- | ---- | ---- | ---- |
| 181  | ↘143 | ↘141 | ↘140 | ↘131 | →131 | ↘127 |
| 2017 | 2018 |      |      |      |      |      |
| ↗132 | ↘129 |      |      |      |      |      |

По данным переписи 1926 года по Дальневосточному краю, в населённом пункте числилось 11 хозяйств и 42 жителя (22 мужчины и 20 женщин), из которых преобладающая национальность — украинцы (11 хозяйств).

## Инфраструктура
Сельскохозяйственные предприятия Серышевского района.